# Biblioteka Europejska
Biblioteka Europejska (ang. The European Library) – biblioteka cyfrowa oferująca na swojej stronie internetowej dostęp do zbiorów 48 bibliotek narodowych Europy. Umożliwia zintegrowane przeszukiwanie zarówno katalogów bibliotecznych, jak i kolekcji zawierających zbiory w postaci cyfrowej.
Biblioteka Europejska powstała w latach 2001–2004 w wyniku współpracy dziewięciu bibliotek narodowych: Finlandii, Francji, Niemiec, Włoch, Holandii, Portugalii, Słowenii, Szwajcarii oraz Wielkiej Brytanii, finansowej przez 5. Program Ramowy Komisji Europejskiej. Serwis TEL, poszerzony o zbiory bibliotek narodowych Austrii, Chorwacji i Serbii, został uruchomiony w 2005 roku. Wtedy też rozpoczęły się prace nad projektem TEL-ME-MOR (The European Library: Modular Extensions for Mediating Online Resources), którego celem było włączenie do Biblioteki Europejskiej zbiorów bibliotek narodowych 10 nowych krajów członkowskich Unii Europejskiej, między innymi Polski.
Celem Biblioteki Europejskiej jest prezentacja bogactwa i różnorodności europejskiego dziedzictwa kulturowego i ułatwienie dostępu do zasobów bibliotek. Zgodnie z inicjatywą „i2010: biblioteki cyfrowe” Komisji Europejskiej, Biblioteka Europejska stała się fundamentem uruchomionej 20 listopada 2008 roku Europejskiej Biblioteki Cyfrowej – Europeany, która umożliwia zintegrowany dostęp do cyfrowych zbiorów nie tylko najbardziej zasobnych bibliotek Europy, lecz również jej archiwów i muzeów.
Biblioteka Narodowa w Warszawie jest partnerem Biblioteki Europejskiej od stycznia 2007 roku.